# Саласар, Тамара
Тамара Яхайра Саласар Арсе (исп. Tamara Yajaira Salazar Arce, род. 9 августа 1997 года) — эквадорская тяжелоатлетка, серебряный призёр летних Олимпийских игр 2020 года в Токио, призёр чемпионатов мира.

## Карьера
В тяжелой атлетике начала выступать с 2010 года. Изначально она занималась легкой атлетикой, но была заинтригована тяжелой атлетикой и решила попробовать себя в этом виде спорта. Тренер Хулио Яке заметил ее потенциал и пригласил тренироваться.
В 2015 году на чемпионате мира в Хьюстоне она выступала в весовой категории до 75 кг и заняла итоговое 21-е место с общей суммой 213 кг.
На Панамериканском чемпионате 2017 года спортсменка из Эквадора показала 5-ю сумму в весовой категории до 75 кг, взяв вес 219 кг.
В 2017 году на чемпионате мира в Анахайме она становится 6-й с общим итоговым весом на штанге 234 кг.
На Панамериканском чемпионате 2018 года в Санто-Доминго, она вновь за чертой призёров с 4-м результатом и итоговым весом 229 кг.
На чемпионате мира 2018 года в Ашхабаде Тамара в упражнение толчок завоёвывает малую серебряную медаль, и в итоге становится третьей с общей суммой 242 кг.
На предолимпийском чемпионате мира 2019 года, который проходил в Таиланде, эквадорская спортсменка завоевала бронзовую медаль в весовой категории до 87 кг. Общий вес на штанге 252 кг. В толкании штанги завоевала малую бронзовую медаль (144 кг).
В 2021 году на Олимпиаде в Токио в весе до 87 кг Тамара Саласар завоевала 2-е место —  263 (113+150).
На чемпионате мира 2022 года в Боготе, в Колумбии в категории до 81 кг она стала бронзовой медалисткой по сумме двух упражнений с результатом 262 кг и завоевала малую бронзовую медаль в толчке (148 кг).